# António Pinto Quartin
António Tomás Pinto Quartin (Rio de Janeiro, 15 de Janeiro de 1887 — Lisboa, 7 de Fevereiro de 1970), mais conhecido por Pinto Quartin, foi um intelectual e activista, defensor e divulgador da doutrina anarquista, autor de vários opúsculo sobre temática anarquista, que se notabilizou pela sua ligação ao movimento operário e como dinamizador de projectos culturais e jornalísticos como os periódicos O Protesto - Guerra Social (1908-1909) e Amanhã (1909). Foi ainda fundador e principal redactor do jornal libertário Terra Livre (1913); Cultura Popular, boletim do ateneu popular (março de 1919) e chefe de redacção de A Batalha (1919), órgão da Confederação Geral do Trabalho. Foi também diretor da publicação periódica Amanhã  (1909) e colaborador na revista  Renovação (1925-1926) .

## Biografia
António Pinto Quartin nasceu no Brasil, filho de pais portugueses, Brás Leão Soares Quartin (Viana do Castelo, 1856 - 1899) e sua mulher Guilhermina Augusta Pinto de Castro (Viana do Castelo - ?), e irmão de Carmen Pinto Quartin e Orquídea Pinto Quartin. Foi seu padrinho de baptismo o primo-irmão de seu pai, António Tomás Quartin, 1.º e único Barão de Quartin.
Mantendo a nacionalidade brasileira acompanhou os pais quando estes se fixaram em Portugal, inscrevendo-se em 1905 no curso de Direito da Universidade de Coimbra. Em Coimbra aderiu ao ideário republicano, militando nas facções mais extremas.
Em 1907 foi expulso da Universidade por um ano e obrigado a exilar-se no Brasil por ter sido um dos participantes nas greves estudantis contra o governo de João Franco que ficaram conhecidas pela Questão Académica. O seu envolvimento nestes acontecimentos e a sua actividade política, em particular a escrita nos jornais, não permitiram a continuação dos estudos, passando a trabalhar como jornalista.
Em Lisboa, apesar da sua origem social burguesa, integrou-se nos meios intelectuais ligados à extrema-esquerda e ao republicanismo anarquista, sendo um dos principais dinamizadores da presença anarquista na imprensa, fundando, editando e dirigindo diversos periódicos anarquistas.
Em 1913, já em plena vigência do regime republicano, foi novamente expulso para o Brasil, acusado de ingerência na política portuguesa sendo cidadão brasileiro.
Nesta segunda expulsão foi acompanhado pela futura mulher, Deolinda Lopes Vieira, uma professora do ensino primário ligada às experiências pedagógicas do período da Primeira República Portuguesa, ao movimento feminista e às escolas anarquistas, com quem casou em Lisboa, na 1.ª Conservatória do Registo Civil, a 24 de junho de 1936.
Regressou a Portugal em 1915. Viveu em Angola entre 1930 e 1936, colaborando na imprensa de Luanda e de Nova Lisboa.
Foi pai da pianista Orquídea Vieira Quartin, do desenhador Hélio Vieira Quartin (Lisboa, 21 de Novembro de 1916 - Almada, Almada, 25 de Dezembro de 2003) e da actriz Glicínia Quartin (Lisboa, 19 de dezembro de 1924 — Lisboa, 27 de Abril de 2006).
Pinto Quartin é lembrado na toponímia da cidade de Lisboa, tendo uma rua com o seu nome.